# Hubert Derrez
Hubert Derrez (* 4. März 1922 in Neuss; † 3. September 1996 ebenda) war ein deutsch-niederländischer Heimatdichter und Komponist.

## Leben und Wirken
Hubert Derrez wuchs in eher einfachen Verhältnissen in Neuss auf. Er erlernte das Elektrohandwerk, arbeitete später als Hausmeister und engagierte sich ehrenamtlich in vielen Vereinen in Neuss.
Sein ehrenamtliches Engagement wurde vielfach ausgezeichnet, so z. B. auch im Jahr 1989 durch die Vereinigung der Heimatfreunde Neuss mit deren Ehrenplakette.
In seiner Freizeit dichtete und komponierte Hubert Derrez Karnevals- und Heimatlieder.
Das Neusser Heimatlied „Dort wo die Erft den Rhein begrüßt...“ ist wohl sein bekanntestes Werk. Es wurde von Jean „Schäng“ Dahmen zum Nüsser Ovend 1956 bei ihm in Auftrag gegeben und wird noch heute regelmäßig, insbesondere bei schützenfestlichen Veranstaltungen in Neuss, als Hymne gespielt.
Heute erinnert u. a. eine von der Vereinigung der Heimatfreunde im Jahr 1989 gestiftete Gedenktafel am Markt in Neuss an den verstorbenen Heimatdichter.